# مناظرة كامبريدج حول رأس المال

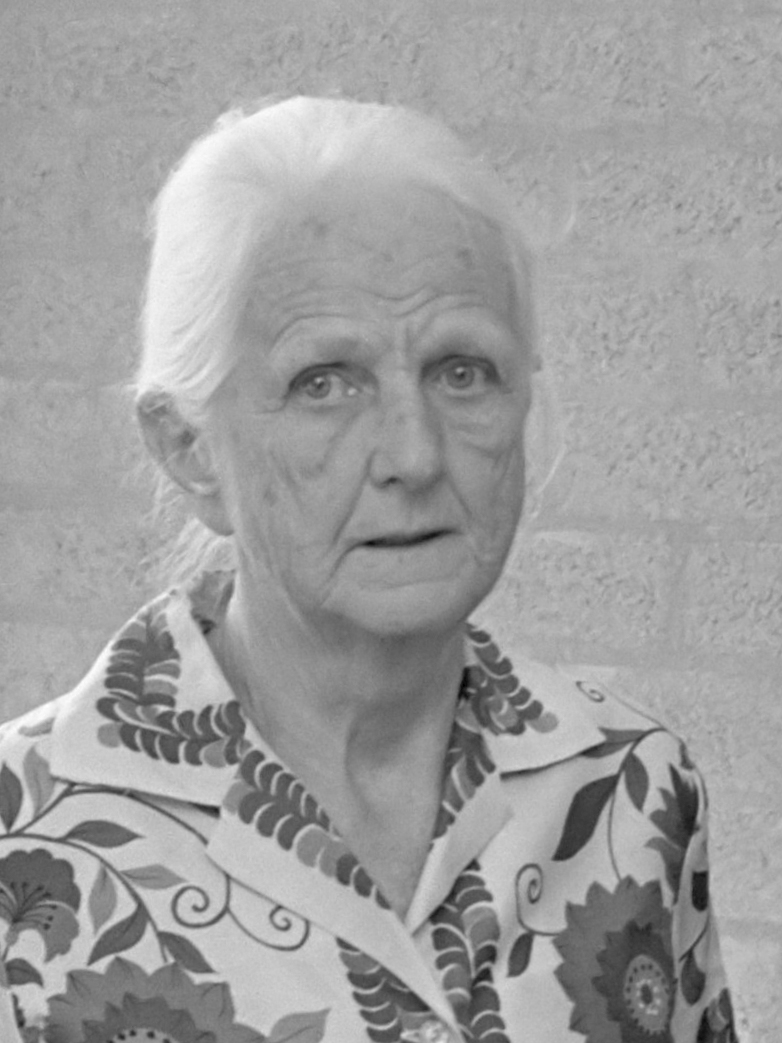
جوان روبنسون

مناظرة كامبريدج حول رأس المال، ويُطلق عليها أحيانًا مناظرة رأس المال أو جدل الكامبريدجيَّين، هي خلاف بين مناصري موقفين مختلفين في علم الاقتصاد، من الناحيتين النظرية والرياضيّة، بدأ في خمسينيات القرن الماضي واستمرّ حتى فترة متأخرة من الستينيات. اهتمت المناظرة بطبيعة السلع الرأسمالية ودورها، وانتقاد رؤية الاقتصاديات التقليدية المحدثة المتعلقة بالإنتاج والتوزيع الكليين. جاء اسم المناظرة من موقع حدوثها والمبادئ التي استُخدمت: حدثت المناظرة بصورة رئيسة بين اقتصاديين من جامعة كامبريدج -جوان روبنسون وبييرو سرافا على سبيل المثال- وآخرين من معهد ماساتشوستس للتكنولوجيا -بول سامويلسون وروبرت سولو على سبيل المثال، في كامبريدج ببريطانيا، وماساتشوستس في الولايات المتحدة.
ينتمي الجانب الإنجليزي إلى مدرسة الاقتصاد ما بعد الكينزي، أو المدرسة الريكاردوية الحديثة وفق تصنيفات أخرى، في حين ينتمي اقتصاديّو ماساتشوستس إلى مدرسة الاقتصاديات التقليدية المحدثة.
ترتكز المناظرة بصورة رئيسة على الجانب الرياضي، مع إمكانية تفسير بعض العناصر الكبرى منها بصفتها جزءًا من مشكلة الاقتصاد التراكمي. يمكن تلخيص الانتقاد الموجه لنظرية رأس المال التقليدية المحدثة بالقول إنها تعاني من مغالطة التركيب: خصوصًا غياب إمكانية توسيع مبادئ الاقتصاد الجزئي لتشمل الاقتصاد الكلي وإنتاج المجتمع ككل. لم يتفق الاقتصاديون على حلٍّ للمناظرة، خصوصًا مدى اتساع المضامين التي تطرحها.

## خلفية
يرى الاقتصاد الكلاسيكي أن النمو الاقتصادي ناتجٌ عن متغيرات خارجية المنشأ: في حين يُعد النمو الاقتصادي تابعًا لمتغيرات داخلية المنشأ، كالنمو السكاني والتقدّم التكنولوجي ونمو الموارد الطبيعية. تدعي النظرية الكلاسيكية أن أي زيادة تطرأ على عناصر الإنتاج، كالعمل المأجور أو رأس المال مثلًا، ستؤدي إلى زيادة المخرجات بإنتاجية متناقصة ستقترب في نهاية المطاف من الصفر، مع الحفاظ على ثبات العوامل الأخرى وافتراض عدم حدوث تغيّر تكنولوجي.
يُعرف المعدل الطبيعي للنمو الاقتصادي بأنه مجموع معدل نمو القوى العاملة ونموّ إنتاجية القوى العاملة. ظهرت فكرة المعدل الطبيعي للنمو الاقتصادي للمرة الأولى في مقالة لروي هارود من عام 1939، عرّف فيها هذا المعدل بأنه «المعدل الأقصى للنمو، والذي يسمح ازديادُ التعداد السكاني وتراكمُ رأس المال والتقدم التكنولوجي بالوصول إليه، مع الأخذ بعين الاعتبار مواعيد تفضيلات السكان للعمل أو الترفيه، وبافتراض الوجود الدائم للعدد الكامل من الموظفين إلى حدّ ما». يرتفع معدل البطالة إذا انخفض معدل النمو الاقتصادي الحقيقي عن المعدل الطبيعي، وينخفض معدل البطالة إذا ازداد معدل النمو الحقيقي عن المعدل الطبيعي. وفق ذلك، يمكن القول إن معدل النمو الطبيعي هو معدل النمو الذي يحافظ على معدل البطالة عند حدّ ثابت.
إذا لم يكن معدل النمو الطبيعي محددًا وفق العوامل خارجية المنشأ، لكنه مرتبط بالعوامل داخلية المنشأ للطلب أو بمعدل النمو الحقيقي، يترتّب على ذلك نتيجتان. من الناحية النظرية، تبرز مقتضيات تتعلق بالكفاءة وسرعة عملية التصحيح بين معدل النمو الحقيقي والمضمون وفق نموذج نمو هارود. علاوة على ذلك، تبرز مضامين أخرى تتعلق بنظرتنا إلى عملية النمو، وكيفية فهم الأسباب التي تؤدي إلى اختلاف معدلات النمو بين البلدان: كأن يُنظر إلى النمو المحدّد وفق الموارد أو الطلب، أو المحدّد بالقيود على الطلب قبل بدء تأثير القيود المفروضة على الموارد.
وضع هارود نموذجًا رياضيًا للنمو، ورأى أن معدل النمو يؤدي وظيفتين رئيستين. الوظيفة الأولى هي وضع سقفٍ للانحراف بين معدل النمو الحقيقي ومعدل النمو المضمون، وتحوّل نمو دورة الأعمال إلى ركود اقتصادي. لهذا السبب، يُعد النموذج شديد الأهمية بهدف توليد سلوك دوري في نماذج الدورة التجارية التي تعتمد على معادلات الاختلاف من الدرجة الأولى (علاقة الاستدعاء الذاتي). الوظيفة الثانية هي توفير معدل النمو الظاهري الأقصى، والقابل للتحقيق على المدى الطويل. يُعامل معدل النمو الطبيعي على أنه متغير خارجي المنشأ قطعًا، فهو ناتج عن نمو القوى العاملة وإنتاجية القوى العاملة، من دون التسليم -أو الافتراض- بأن نمو القوى العاملة وإنتاجيتها متغيران داخليان المنشأ يتعلقان بالطلب. علاوة على ذلك، لا توجد آلية ضريبية أو اقتصادية في النظرية تستطيع تحقيق الاتساق بين معدل النمو المضمون ومعدل النمو الطبيعي، أي لا يمكن للمجتمع تحقيق الاستغلال التام أو الأقصى للموارد المتاحة.

## المشكلة المركزية
تتمحور هذه المناظرة بين اقتصاديي المدرسة الكلاسيكية الجديدة واقتصاديّي المدرسة الكينزية/ما بعد الكينزية حول ما إذا كان معدل النمو الطبيعي متغيرًا خارجيّ المنشأ أو متغيرًا داخليّ المنشأ وفقًا للطلب (وما إذا كان نمو المدخلات يؤدي إلى نمو المخرجات، أو العكس). يرى مناصرو المدرسة ما بعد الكينزية أن الطلب هو الذي يدفع النمو لأن نمو القوى العاملة وإنتاجية تلك القوى ناجمٌ عن زيادة الضغط على الطلب، محليًا أو خارجيًا. مع ذلك، لا تعني وجهة نظر هؤلاء أن نمو الطلب يحدد نمو التوريد من دون قيود، بل يدّعون افتقار الاقتصاد إلى طريقة نمو منفردة تعتمد على التوظيف الكامل لعوامل الإنتاج، ويرون أن معوقات الطلب (المتعلقة بالتضخم الاقتصادي والصعوبات المصاحبة لتحقيق التوازن في ميزان المدفوعات) تميل إلى الارتفاع قبل وقت طويل من ظهور قيود التوريد.

## وضع النماذج

### نموذج هارود–دومار
وضع روي هاورد في ورقته الأصلية نموذجًا أوليًا، عرّفه لاحقًا الاقتصادي الأمريكي روسيّ المولد إفسي دومار، بهدف توضيح معدل نمو الاقتصاد وفقًا لمستوى الادخار وإنتاجية رأس المال. كان نموذج هارود–دومار باكورة نموذج النمو خارجي المنشأ (نموذج سولو–سوان)، على الرغم من أن هارود ودومار اعتنقا وجهة النظر الكينزية ظاهريًا.
توجد 3 أنواع للنمو وفق نموذج هارود–دومار: معدل النمو المضمون ومعدل النمو الحقيقي ومعدل النمو الطبيعي. معدل النمو المضمون هو معدل النمو الذي لا يتوسّع إثره الاقتصاد إلى أجل غير مسمى، ولا يدخل مرحلة الركود. معدل النمو الحقيقي هو الزيادة في معدل الناتج المحلي الإجمالي السنوي للبلاد. معدل النمو الطبيعي هو معدل النمو الذي يحتاج الاقتصاد عبره إلى الحفاظ على مستوى التشغيل الكامل. فعلى سبيل المثال، إذا حققت القوى العاملة نموًا سنويًا قدره 3%، مع الحفاظ على مستويات ثابتة ومتساوية للعوامل الأخرى، يجب أن يكون معدل النمو السنوي للاقتصاد 3% أيضًا للحفاظ على التشغيل الكامل.
يرى اقتصاديّو المدرسة التقليدية المحدثة (النيوكلاسيكية) بعض العيوب في نموذج هارود–دومار، ويشيرون إلى عدم استقرار الحلول التي يطرحها على وجه الخصوص. بدأ حوار أكاديمي بين الاقتصاديين بحلول أواخر الخمسينيات، أدى في النهاية إلى وضع نموذج سولو–سوان.

### نموذج سولو–سوان
نشأ النموذج بصورة منفصلة ومستقلة على يد روبرت سولو وتريفور سوان في عام 1956، وجاء ردًا على نموذج هارود–دومار الكينزي ظاهريًا. اقترح سولو وسوان أن النموذج الاقتصادي للنمو الاقتصادي طويل الأمد يخضع لإطار عمل الاقتصاديات التقليدية المحدثة. حاول الباحثان تفسير النمو الاقتصادي طويل الأمد عبر النظر إلى تراكم رأس المال، ونمو القوى العاملة أو النمو السكاني، وزيادة الإنتاجية التي غالبًا ما يُشار إليها بالتقدم التقني. يعتمد جوهر هذا النموذج على تابع الإنتاج الكلاسيكي المحدث (التراكمي)، وغالبًا ما يكون تابع الإنتاج هذا من شكل تابع كوب-دوغلاس، فيكسب النموذج الاقتصادي قدرةً على «الاتصال مع الاقتصاد الجزئي».